# Constantin Ackermann

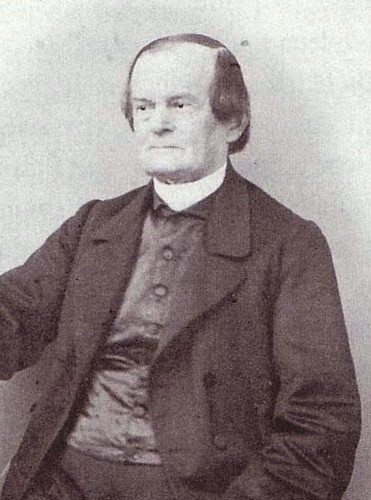
Constantin Ackermann (1860)

Constantin Ackermann, auch Konstantin Ackermann (* 15. April 1799 in Ilmenau; † 5. Oktober 1877 in Meiningen) war ein deutscher evangelischer Geistlicher.

## Leben
Constantin Ackermann war der Sohn des Justizamtmanns Ernst Christian Wilhelm Ackermann, der mit August von Kotzebue befreundet war und mit Johann Wolfgang von Goethe in Verbindung stand.
Er besuchte anfangs das Gymnasium in Rudolstadt und später das Gymnasium (heute: Wilhelm-Ernst-Gymnasium) in Weimar, bevor er von 1817 bis 1820 an der Universität Jena und ab dem 23. April 1820 unter dem Prorektor Friedrich Heinrich Christian Schwarz an der Universität Heidelberg Theologie studierte; er promovierte später zum Dr. theol. und Dr. phil.
1821 wurde er Collaborator anfangs an der Stadtkirche, später dann an der Hofkirche in Weimar.
1824 unternahm er eine Reise nach Italien und kam, nach seiner Rückkehr, als Diakon nach Blankenhain. Von dort aus ging er als Archidiakon nach Jena, zugleich wurde er auch Pfarrer in Lichtenhain, und wurde am 15. Oktober 1837 als Hofprediger nach Meiningen berufen; später wurde er noch zum Oberhofprediger ernannt.
Nach der Aufhebung des Konsistoriums in Hildburghausen 1848, gemeinsam mit dem ihm engbefreundeten Oberkirchenrat Eduard Schaubach (1796–1865), war er an der Spitze des Kirchenregiments. Er folgte als Generalsuperintendent Ludwig Nonne, der 1854 verstarb, bis er im November 1869, auf eigenen Wunsch, in den Ruhestand versetzt wurde. In dieser Zeit gehörte er zwischen 1850 und 1855 dem „jungen Hof“ an, den der spätere Herzog Georg II. um sich sammelte.
Constantin Ackermann war in erster Ehe mit Josephe (geb. Ulbricht) aus Stolberg am Harz verheiratet; gemeinsam hatten sie zwei Töchter:
- Marie Henriette Ferdinande Ackermann (* 1829), verheiratet mit Adolf Schaubach, Rektor der Bürgerschule in Meiningen;
- Mathilde Antonie Ackermann (* 1833).[3]

In zweiter Ehe heiratete er Auguste, die Schwester seiner ersten Ehefrau.

### Schriftstellerisches und geistliches Wirken
1837 veröffentlichte er mehrere Beiträge zur Würdigung des Apostolischen Symbolums in der Unparteiischen Universal-Kirchenzeitung für die Geistlichkeit und die gebildete Weltklasse des protestantischen, katholischen und israelitischen Deutschlands.
Er publizierte außer seiner Schrift Das Christliche im Plato und in der platonischen Philosophie weitere Abhandlungen in den Theologischen Studien und Kritiken. Sein theologisches Denken wurde besonders durch Martin Luther und Friedrich Schleiermacher beeinflusst; dazu beschäftigte er sich mit den Werken von Johann Wolfgang von Goethe und Johann Gottfried Herder.
Er veröffentlichte ein Spruchbuch zu Luthers Katechismus, zu dem er noch Hauptsätze und ein Handbuch zufügte, das dann von Jahr zu Jahr neu aufgelegt wurde. Weil er sich auch um den Kirchengesang sorgte, regte er die Bildung einer Kommission zur Ausgabe eines Gesangbuches an, in der er auch vertreten war und dessen Herausgeber des Gesangbuches er 1862 wurde.
Für die Eisenacher Konferenzen erstellte er Gutachten, mit denen er sich jedoch selten durchsetzen konnte.
Die Einführung der Presbyterialordnung begrüßte er, dagegen lehnte er die Einführung von Synoden ab, weil die Gemeinden, seiner Meinung nach, noch nicht dafür reif waren. Er erkannte den Protestantenverein an, kritisierte jedoch, dass dieser das kirchliche Christentum in ein weltliches umwandeln wolle.
Nach seiner Zurruhesetzung publizierte er 1871 Kirchliche Katechisationen und 1872 die Broschüre Blicke in unsere Zeit und Stoffe zur Besprechung.
In Meiningen übernahm er die Organisation und Leitung der Armenpflege; dazu regte er bei Prüfungen und Kolloquien die Kandidaten und Geistlichen zu weiteren und tieferen Studien an.

## Ehrungen und Auszeichnungen
- 1842 erfolgte seine Ernennung zum Ehrenbürger von Meiningen.
- Anlässlich seiner Zurruhesetzung wurde ihm das Komturkreuz des Ernestinischen Hausordens verliehen.[6]

## Schriften (Auswahl)
- Geschichtliche Nachrichten über Stadt und Herrschaft Blankenhain. Cröker 1828.
- Bibel-Atlas: nach den neuesten und besten Hülfsmitteln. Weimar 1832.
- Das Christliche im Plato und in der platonischen Philosophie. Hamburg 1835.
- Kurzgefasster vollständiger Unterricht im evangelischen Christenthum zum Schul- und Hausgebrauch. Jena 1839.
- Beitrag zur theologischen Würdigung und Abwägung der Begriffe pneuma, nus und Geist. Theologische Studien und Kritiken. 1839.
- Evangelische Christenlehre in Bibelsprüchen. Eine vollständige Spruchsammlung zu Luther’s kleinem Katechismus. Jena, 1840.
- Die Leiden und die Verherrlichung des Herrn und des Menschenlebens. Hamburg, 1843.
- Die Glaubenssätze von Christi Höllenfahrt und von der Auferstehung des Fleisches vor dem Richterstuhl unsrer Zeit: ein Beitrag zu den Glaubensverhandlungen unsrer Tage. Hamburg; Gotha: Perthes, 1845.
- Züge aus dem Lebensbild der Frau Hofräthin Reinwald, geb. Schiller. 1847.
- Evangelische Christenlehre in Bibelsprüchen: eine vollständige Spruchsammlung zu Luthers kleinem Katechismus. Jena Frommann 1847.
- Hauptsätze für den Konfirmandenunterricht nach Luther’s Katechismus. Hildburghausen Kesselring 1852.
- Die Beichte, besonders die Privatbeichte, beleuchtet und besprochen. Hamburg und Gotha 1853.
- Ueber Presbyterien und Synoden. Ein Gutachten. Jena, 1868.
- Kirchliche Katechisationen ihrer Nothwendigkeit nach und in Umrissen dargestellt: zum gottesdienstlichen wie zum häuslichen Gebrauch. Gotha 1871.
- Luther, seinem vollen Werth und Wesen nach. Jena: Frommann, 1871.
- Blicke in unsere Zeit und Stoffe zur Besprechung. Meiningen 1872.